# Stadion Oporowska
Das Stadion Oporowska, früher Sportpark Gräbschen,  ist ein Fußballstadion  der Stadt Breslau  in der polnischen Woiwodschaft Niederschlesien. Die Spielstätte wird für die Heimspiele der zweiten Mannschaft des Fußballvereins Śląsk Wrocław (Śląsk Wrocław II) in der dritthöchsten Liga, der 2. Liga, genutzt. Bis 2011 spielte auch die erste Mannschaft im Stadion, danach zog die Mannschaft in das neugebaute Stadion Miejski um.

## Geographische Lage

Gräbschen südwestlich von Breslau auf einer Landkarte von ca. 1905

Die Ortschaft liegt etwa fünf Kilometer südwestlich des Stadtzentrums von Breslau.

## Geschichte

### Sportpark Gräbschen
Der Sportpark Gräbschen wurde für den Arbeitersport 1926 erbaut, als die Stadt noch zum Deutschen Reich gehörte. Die Anlage liegt im Südwesten von Breslau im Stadtteil Gräbschen (polnisch Grabiszyn), welcher dem Stadion seinen Namen gab. Die Breslauer SpVgg 02 hatte den Platz nach der Gleichschaltung für ihre Heimspiele bis 1945 nutzen können.

### Stadion Oporowska
Das Stadion wurde 2011 umgebaut und hat jetzt eine Kapazität von 8.346 Zuschauern. Die Flutlichtanlage leistet 1.400 Lux und das Spielfeld mit Rasenheizung hat die Standardgröße von 105 × 68 Meter.
Vom 22. bis 24. Juli 2016 fand das Final Four der IFAF Europe Champions League im Stadion mit den Teams Wrocław Panthers, Milano Seamen, Vienna Danube Dragons und Istanbul Koç Rams statt.

## Tribünen
- Unüberdachte Tribüne: 3.982 Plätze
- Überdachte Tribüne: 2.784 Plätze
- Nordtribüne: 1.104 Plätze
- Gästetribüne: 476 Plätze